# Elecciones estatales de Turingia de 2004
La elección estatal de Turingia de 2004 fue la cuarta elección al Landtag de Turingia desde la fundación del estado en 1990. Coincidió con las elecciones europeas de 2004. Ambas elecciones fueron celebradas el 13 de junio de 2004.
La CDU bajo el liderazgo de Dieter Althaus, que sólo un año antes se había hecho cargo del puesto de primer ministro en reemplazo de Bernhard Vogel, pudo permanecer en su cargo gracias a la mayoría absoluta de escaños obtenida por su partido.

## Candidaturas

### Formaciones con representación parlamentaria
| Partido(s) | Partido(s) | Partido(s)                            | Ideología              | Posición        | Cabeza de lista    | Escaños en el Parlamento |
| ---------- | ---------- | ------------------------------------- | ---------------------- | --------------- | ------------------ | ------------------------ |
|            | CDU        | Unión Demócrata Cristiana de Alemania | Democracia cristiana   | Centroderecha   | Dieter Althaus     | 45/88                    |
|            | PDS        | Partido del Socialismo Democrático    | Socialismo democrático | Izquierda       | Bodo Ramelow       | 28/88                    |
|            | SPD        | Partido Socialdemócrata de Alemania   | Socialdemocracia       | Centroizquierda | Christoph Matschie | 18/88                    |

### Formaciones sin representación parlamentaria
| Candidatura | Candidatura                                     | Ideología                                     | Posición          |
| ----------- | ----------------------------------------------- | --------------------------------------------- | ----------------- |
|             | Partido Democrático Libre (FDP)                 | Liberalismo clásico                           | Centroderecha     |
|             | Alianza 90/Los Verdes (Grüne)                   | Política verde                                | Centroizquierda   |
|             | Votantes Libres (FW)                            | Localismo                                     | Centroderecha     |
|             | Partido Nacionaldemócrata de Alemania (NPD)     | Neonazismo                                    | Extrema derecha   |
|             | Los Republicanos (REP)                          | Nacionalismo alemán                           | Derecha           |
|             | Partido Ecológico-Democrático (ÖDP)             | Conservadurismo verde                         | Centroderecha     |
|             | Die Grauen – Graue Panther (GRAUE)              | Derechos de los ciudadanos de la tercera edad | Centro            |
|             | Ost-Deutsche Alternative für Deutschland (ODAD) |                                               |                   |
|             | Liga de Intereses Populares de Turingia (VIBT)  | Localismo                                     | Centro            |
|             | Unión Social Burguesa (BSU)                     |                                               |                   |
|             | Partido Comunista de Alemania (KPD)             | Marxismo-leninismo                            | Extrema izquierda |

## Resultados
Los resultados  fueron:
|  | 42.8 % |

|  | 42.95 % |

|  | 29.6 % |

|  | 26.10 % |

|  | 17.2 % |

|  | 14.48 % |

|  | 4.2 % |

|  | 4.52 % |

|  | 5.2 % |

|  | 3.61 % |

|  | 2.60 % |

|  | 1.96 % |

|  | 0.1 % |

|  | 1.55 % |

|  | 0.9 % |

|  | 2.23 % |

|  | 94.9 % |

|  | 99.15 % |

|  | 5.1 % |

|  | 5.1 % |

|  | 100.00 % |

|  | 100.00 % |

|  | 53.8 % |

|  | 53.8 % |

La CDU, que en la anterior elección parlamentaria en 1999 había ganado por primera vez una mayoría absoluta en el parlamento, perdió cuatro escaños. El mayor ganador de la elección fue el PDS, que en el año 1999 se había convertido en la segunda fuerza política y  que en esta elección fue capaz de expandir su ventaja sobre el SPD. El partido obtuvo ganancias en todos los distritos electorales y ganó cinco de los 44 escaños elegidos directamente, incluyendo dos en las dos mayores ciudades del estado: Erfurt y Gera.
Además, Alianza 90/Los Verdes y el FDP, que no estaban representados en el Parlamento desde 1994, obtuvieron ganancias en todos los distritos electorales y aumentaron sus respectivos votos en comparación con 1999, donde ambas colectividades habían recibido sólo el 1,9 y el 1,1% de los votos. Sin embargo, ambos fracasaron otra vez en el intento de sobrepasar el umbral del cinco por ciento.
La DVU, que en 1999 había obtenido el 3,1% de los votos y por lo tanto se había convertido en la cuarta fuerza política, no participó en esta elección.

## Post-elección
El parlamento reeligió a Dieter Althaus como primer ministro, y entonces el Gabinete Althaus II se formó. La nueva presidenta del parlamento regional fue la exministra de Ciencia, Investigación y Artes, y excandidata presidencial en la elección de 1999 Dagmar Schipanski (CDU).